# 傑列格盧伊河
傑列格盧伊河（烏克蘭語：Дереглуй），是烏克蘭的河流，位於該國西南部，屬於普魯特河的右支流，發源自赫利博卡北部，流經切爾諾夫策州，河道全長34公里，流域面積313平方公里。